# Eider-Kanal
Der als Schleswig-Holsteinischer Canal bzw. Schleswig-Holsteinischer Kanal erbaute Eider-Kanal bzw. Eider-Canal verband von 1784 bis 1890 die Kieler Förde bei Kiel-Holtenau mit dem natürlichen Flusslauf der Untereider bei Rendsburg. Der Kanal bildete für die Schifffahrt zusammen mit der Eider eine Wasserstraße zwischen der Nordsee und der Ostsee.

Die Eider und der Eider-Kanal um 1850
Abweichender Verlauf des Nord-Ostsee-Kanals gepunktet eingezeichnet

## Namensgebung
Seit der Eröffnung im Jahr 1784 war – unabhängig von der orthografischen Schreibweise – die Bezeichnung Schleswig-Holsteinischer Kanal üblich gewesen. Der Name des Kanals begründete sich aus dem Verlauf der Grenzflüsse Levensau und Eider; sie teilten die Gebiete der beiden Herzogtümer Schleswig und Holstein voneinander. Erst nach dem Schleswig-Holsteinischen Krieg (1848–1851) veranlasste das dänische Königshaus 1853 die Umbenennung in Eider-Kanal, um nationale Bestrebungen in der Zusammenschreibung Schleswig-Holstein im Sinne eines politischen Begriffes zu behindern. Als die dänische Hoheit nach dem Deutsch-Dänischen Krieg 1864 endete und 1866 die preußische Provinz Schleswig-Holstein gegründet wurde, kam es wieder zu einer Rückkehr zum Namen Schleswig-Holsteinischer Kanal.

## Voraussetzungen

Fleckeby liegt südlich der Großen Breite der Schlei (auf der Karte oberhalb der Wortmitte von Eckernförde)

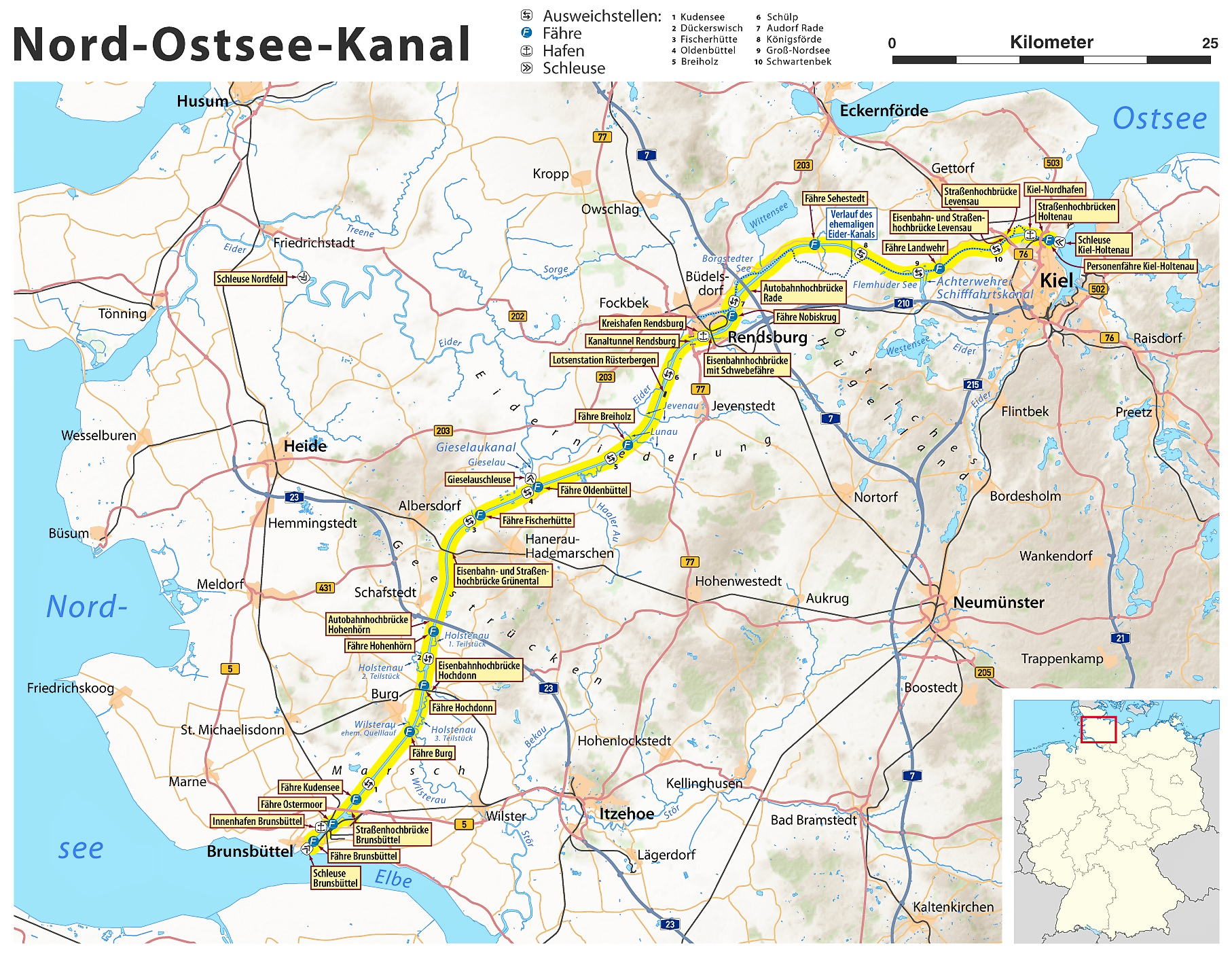
Der Eider-Kanal (blau) mit dem Nord-Ostsee-Kanal (gelb)

Bereits 1571 plante Herzog Adolf I. von Schleswig-Holstein-Gottorf einen Kanal, um Kiel mit der Eider zu verbinden und dem Stecknitzkanal Konkurrenz machen zu können. Jedoch bildete die Zersplitterung Schleswig-Holsteins in königlich, herzoglich und gemeinschaftlich regierte Landesteile ein unüberwindliches politisches Hindernis. Nach der Eingliederung Holstein-Gottorps in den Dänischen Gesamtstaat (im Tausch gegen die Grafschaft Oldenburg durch den Vertrag von Zarskoje Selo 1773) war eine grundlegende geopolitische Voraussetzung für den Kanalbau und seinen Betrieb gegeben.

## Planungen
Eine wesentliche konstruktive Rolle übernahm Andreas Peter von Bernstorff, der Leiter der Deutschen Kanzlei in Kopenhagen. Nach der Gründung des Gesamtstaates begann im Zeichen des Merkantilismus ein Wirtschaftsaufschwung. Aus dieser Situation heraus reifte der lang gehegte Plan zum Kanalbau. Als ein überzeugter Anhänger des dänischen Gesamtstaats war der Schleswiger Bürgermeister und Unternehmer Georg Bruyn – Bruder des Johann von Bruyn – ein maßgeblicher Initiator des Kanals.
1773 wurde Ingenieur Wilhelm Theodor Wegener (1724–1792) – seit 1784 auch der Schwiegervater von Carsten Anker – zum Generalmajor und Generaldirektor für das Vermessungswesen befördert. In dieser Eigenschaft legte er im Februar 1774 einen ersten Kanalbauplan vor: Als Mündungshäfen waren die Städte Husum im Westen und Eckernförde im Osten vorgesehen. Von Husum sollte es einen Kanalabschnitt zur Treene geben. Bei Hollingstedt (Treene) hätte ein zweiter Kanalabschnitt den Fluss mit der Schlei verbunden. Und schließlich gab es die Planung, von der Gemeinde Fleckeby nach Eckernförde einen dritten Abschnitt bauen zu lassen, um die Untiefen der Schlei zu umgehen. Wegeners Plan fand in der Kopenhagener Verwaltung zwar keine Zustimmung, doch er beschleunigte die weiteren Aktivitäten.
Schon am 14. April 1774 erließ König Christian VII. von Dänemark in Kopenhagen eine Kabinettsorder zur Gründung einer Kanalkommission. In der Order hieß es:

„Da Wir Uns durch die Vorsehung des Höchsten nunmehr im ungeteilten Besitz des Herzogtums Holstein sehen, haben Wir zum Besten Unserer lieben und getreuen Untertanen den landesväterlichen Entschluss gefasst, die Ostsee mit der Nordsee zu vereinigen durch Grabung eines Kanals, der, soweit es die Natur und die Lage der Örtlichkeiten zulassen, mindestens 5 bis 6 Fuß tief sein soll, um dadurch den Handel zu fördern und auszubreiten sowie alle Gewerbezweige im Lande auszuweiten.“

Die königliche Order enthält damit einen Hinweis auf die 1773 erlangte notwendige Voraussetzung für den Kanalbau. Der am Vertrag mitwirkende Andreas Peter von Bernstorff war ein Mitglied der Kanalkommission, deren Vorsitz der aus Deutschland stammende und als Schatzmeister in dänischen Diensten stehende Kaufmann Heinrich Carl von Schimmelmann übernahm. Der für die Herzogtümer zuständige Statthalter Karl von Hessen-Kassel – ein Freund Wegeners – leitete im Schloss Gottorf eine örtliche Arbeitskommission. Zwei weitere Mitglieder der Kanalkommission waren die Ingenieurkapitäne August Hinrich von Detmers (1730–1781) und Friedrich Hermann Peymann (1732–1817) – sie gelten als die eigentlichen Ingenieure des Kanalbaus.
Noch 1774 begannen Untersuchungen einer möglichen Trassenführung von Kiel zur Unterelbe. Hierfür sollte die glaziale Rinne aus Obereider, Bothkamper, Bordesholmer und Einfelder See genutzt werden. Nach der Wasserscheide am Einfelder See wäre die Unterelbe über die beiden Flüsse Schwale und Stör erreicht worden.

## Bauarbeiten

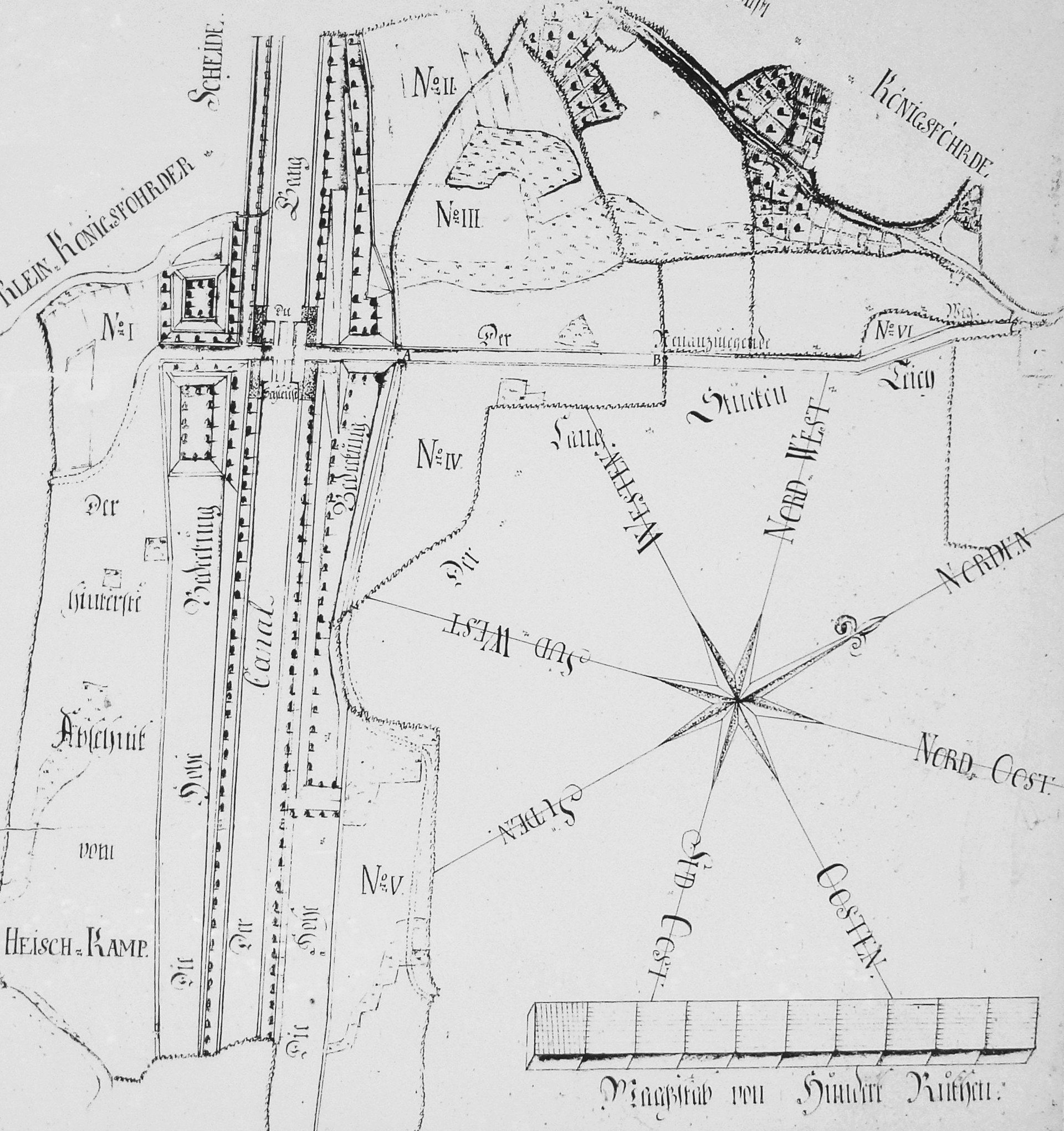
Eiderkanal und Schleuse bei Klein-Königsförde, Zeichnung 1785

Nach den Vermessungsarbeiten erfolgte der Baubeginn 1776 zunächst mit der Vertiefung der Eider zwischen Friedrichstadt und Rendsburg. Insgesamt konnte die Eider auf einer Länge von 130 km genutzt werden. Die Bauarbeiten am Kanal, der eine Länge von 34 km hatte, begannen im Juli 1777 bei Holtenau. Dieser Abschnitt folgte teilweise der Levensau, die vor dem Bau in die Kieler Förde mündete. Zusätzlich bezog man bei Rendsburg die Obereiderseen in einer Länge von neun Kilometer ein, so dass der damalige Schifffahrtsweg eine Gesamtlänge von 173 km umfasste. Zwischen Kiel und den Rendsburger Obereiderseen betrug der Höhenunterschied etwa sieben Meter, was den Bau von sechs Schleusen an diesen Orten erforderte:
1. Holtenau
2. Knoop
3. Rathmannsdorf
4. Königsförde
5. Kluvensiek
6. Rendsburg

Sämtliche Bauarbeiten endeten im Herbst 1784. Die Kosten beliefen sich auf 9 Millionen Mark, davon 390.000 Mark für Grunderwerb und Entschädigungen.

## Daten zum Kanal
Der Kanal hatte eine Länge von 34 km,
eine Wasserspiegelbreite von 28,7 m, eine Sohlenbreite von 18 m und eine Tiefe von 3,45 m und damit einen wasserführenden Querschnitt von 83 m².
Schiffe bis 28,7 m Länge, 
7,5 m Breite,
2,7 m Tiefe
und 140 t Gewicht 
durften den Kanal passieren. In den gut hundert Jahren seines Bestehens nutzten etwa 300.000 Schiffe den Kanal.

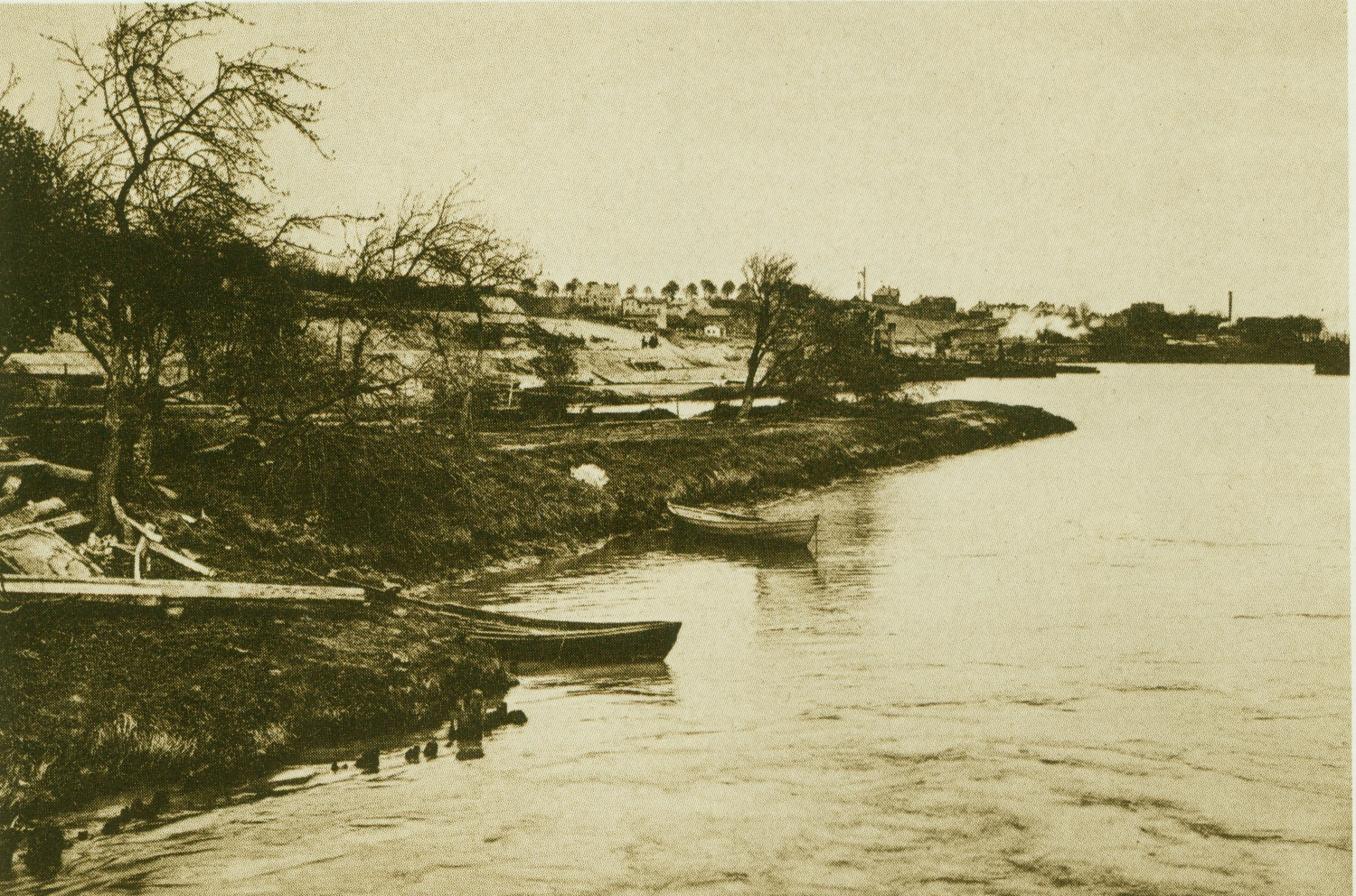
Eiderkanal, Kiel-Holtenau, 1894

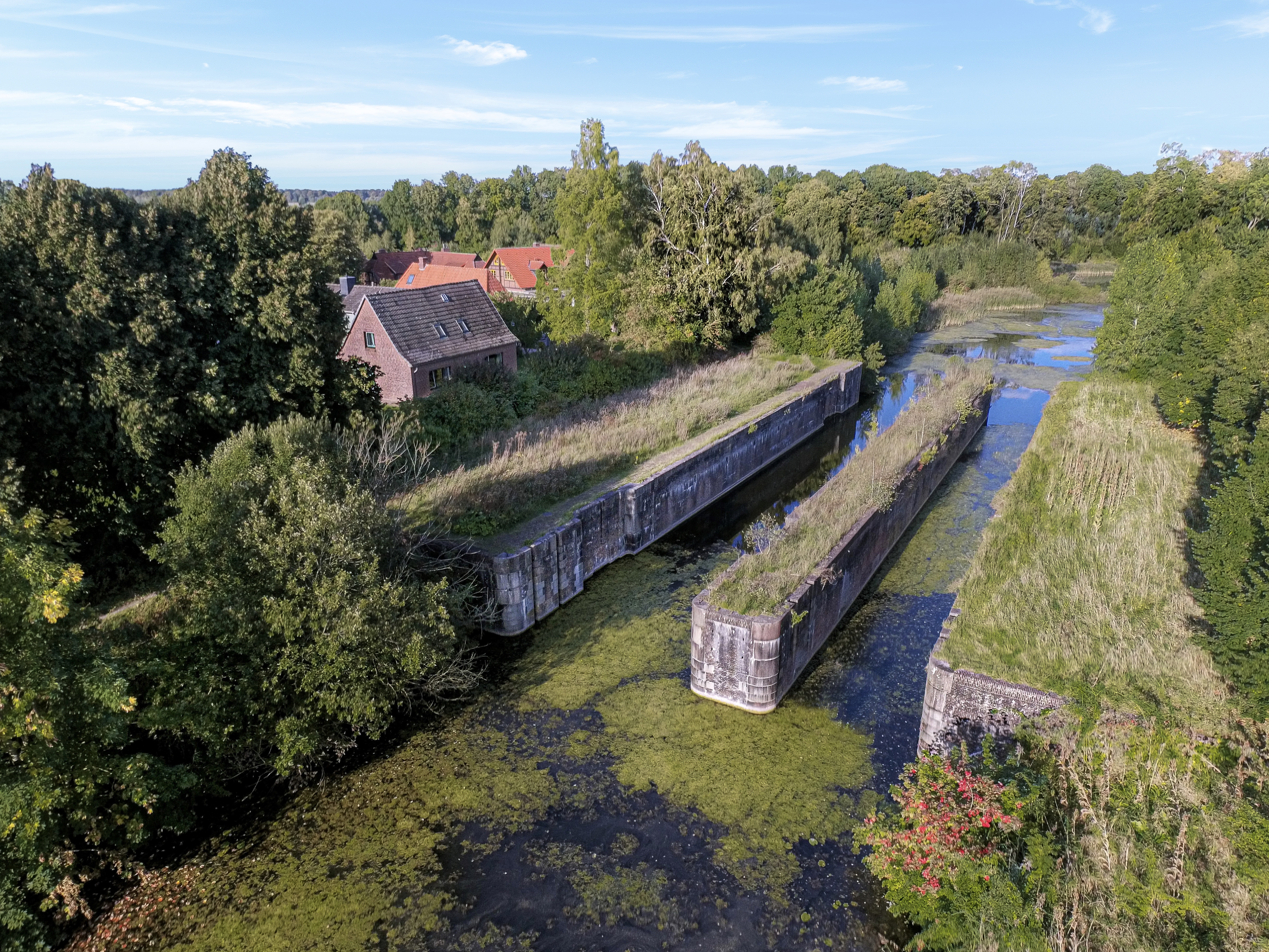
Rathmannsdorfer Schleuse

## Kanalverlauf
Der Kanal verlief von der Kieler Förde aus auf der Grenze zwischen den Herzogtümern Schleswig und Holstein: Der Kanal begann im damaligen Flussbett der Levensau südlich des heute noch stehenden Leuchtturms in Holtenau, vorbei am Packhaus zur ersten Schleuse, die noch heute steht. Dann südlich am Gut Knoop vorbei, wo sich die zweite Schleuse befand. An den Stellen dieser beiden Schleusen gab es bereits zuvor Brücken über die Levensau. Für ein kurzes Stück folgte der Kanal nun nicht der Levensau weiter westwärts, sondern verlief nordwestlich vom Achtstückenberg (23 m ü. NN) bis zum dritten Bauwerk, der Rathmannsdorfer Schleuse. Mit diesen drei Anlagen konnte der Kanal auf 7 m ü. NN angehoben werden. Das Teilstück des Kanals von Knoop bis zur Rathmannsdorfer Schleuse ist mit Resten der Schleusenanlage erhalten geblieben.
Südwestwärts um den Achtstückenberg herum führte der Kanal weiter, um nördlich von Suchsdorf wieder das Flussbett der Levensau zu erreichen und in diesem westwärts bis südlich von Gut Warleberg weiterzufließen. Entlang einer Landwehr (in der heutigen Gemeinde Quarnbek) wurde ein Durchstich bis zum Flemhuder See gebaut, womit die Eider erreicht war. Der Kanal verlief dann weiter südlich von Gut Rosenkranz bis nach Klein Königsförde.
Nach der vierten Schleuse bei Klein Königsförde ging der Kanal weiter über Gut Georgenthal bis zur fünften Schleuse in Kluvensiek. Diese Streckenführung nutzte ein langes Flussstück der Eider, die von Klein Königsförde nordwärts bis Grünhorst und dann südwärts über Sehestedt bis nach Kluvensiek führte. Das Teilstück von Klein Königsförde über Kluvensiek bis Hohenfelde ist noch heute mit Resten der Schleusenanlage erhalten. Von hier an folgte der Kanal dem Eiderflussbett. Diese floss damals direkt an Schirnau, Lehmbek, Borgstedt vorbei bis nach Rendsburg, wo die sechste und letzte Schleuse stand. Hier befindet sich ein zweites Packhaus. Von Rendsburg führte der Schifffahrtsweg dem natürlichen Flusslauf der Eider folgend über 130 km bis zu ihrer Mündung in die Nordsee bei Tönning, wo ein drittes Packhaus steht.
Eine Passage durch den Kanal und die Eider dauerte drei und mehr Tage, bei ungünstigem Wind wurden die Schiffe getreidelt, also von Pferden auf am Ufer angelegten Treidelpfaden gezogen.

## Packhäuser
Im Jahr 1783 wurden gleichzeitig drei Packhäuser erbaut:
- an der Schleuse Kiel-Holtenau
- an der Schleuse Rendsburg[11]
- im Hafengelände von Tönning[12]

Die in ihrer Bauweise vergleichbaren Packhäuser dienten als Speicher der Lagerung und dem Umschlag großer Warenmengen wie z. B. Wolle, Getreide, Kaffee und Salz. Darüber hinaus demonstrierten die Zweckbauten die wirtschaftliche und politische Bedeutung, die die neue Wasserstraße für den Gesamtstaat Dänemark haben sollte.
Alle drei Gebäude sind aus Backsteinen in einer Holzständerbauweise mit drei Vollgeschossen und einem voll ausgebauten Dachgeschoss errichtet. Die Front der Gebäude unterbricht jeweils ein Mittelrisalit, in dem sich Ladetore befinden. Die beiden Packhäuser in Holtenau und Tönning haben vergleichbare Grundflächen; das Gebäude in Tönning hat eine Länge von 77,5 m und eine Breite von 12,6 m und somit eine Lagerfläche von ca. 4.000 m². Das Rendsburger Packhaus ist mit einer Grundfläche von 29,5 m × 12,6 m kleiner als die beiden anderen Gebäude.
Das Packhaus in Tönning, das seit dem 20. September 1965 unter Denkmalschutz gestellt ist, konnte umfassend saniert werden. Die Gesellschaft für Tönninger Stadtgeschichte e. V. nutzt das erste Obergeschoss als Ausstellungsraum. Das Packhaus in Rendsburg wird von einem Einzelhandelsunternehmen kommerziell genutzt.

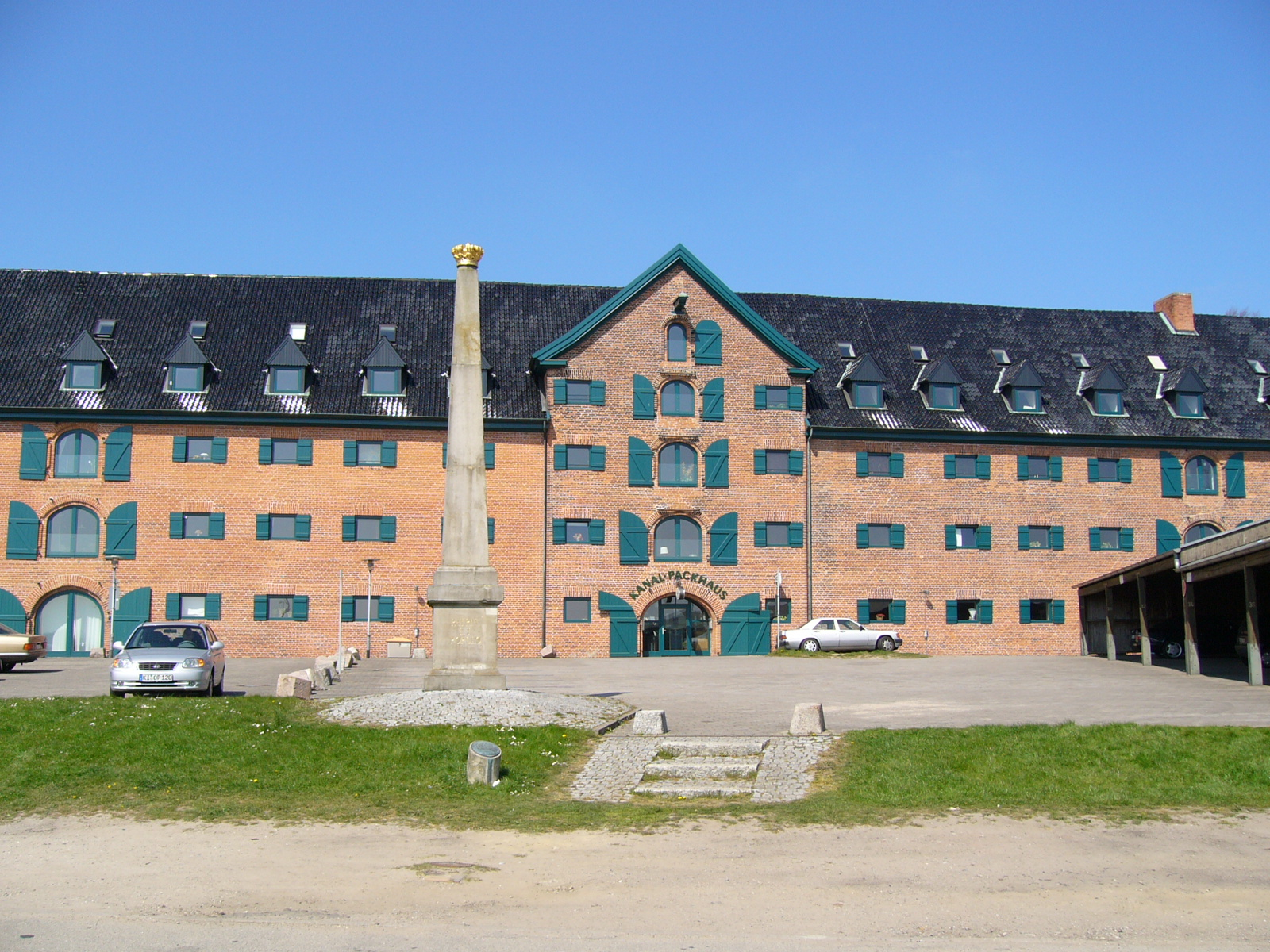
Packhaus in Kiel-Holtenau
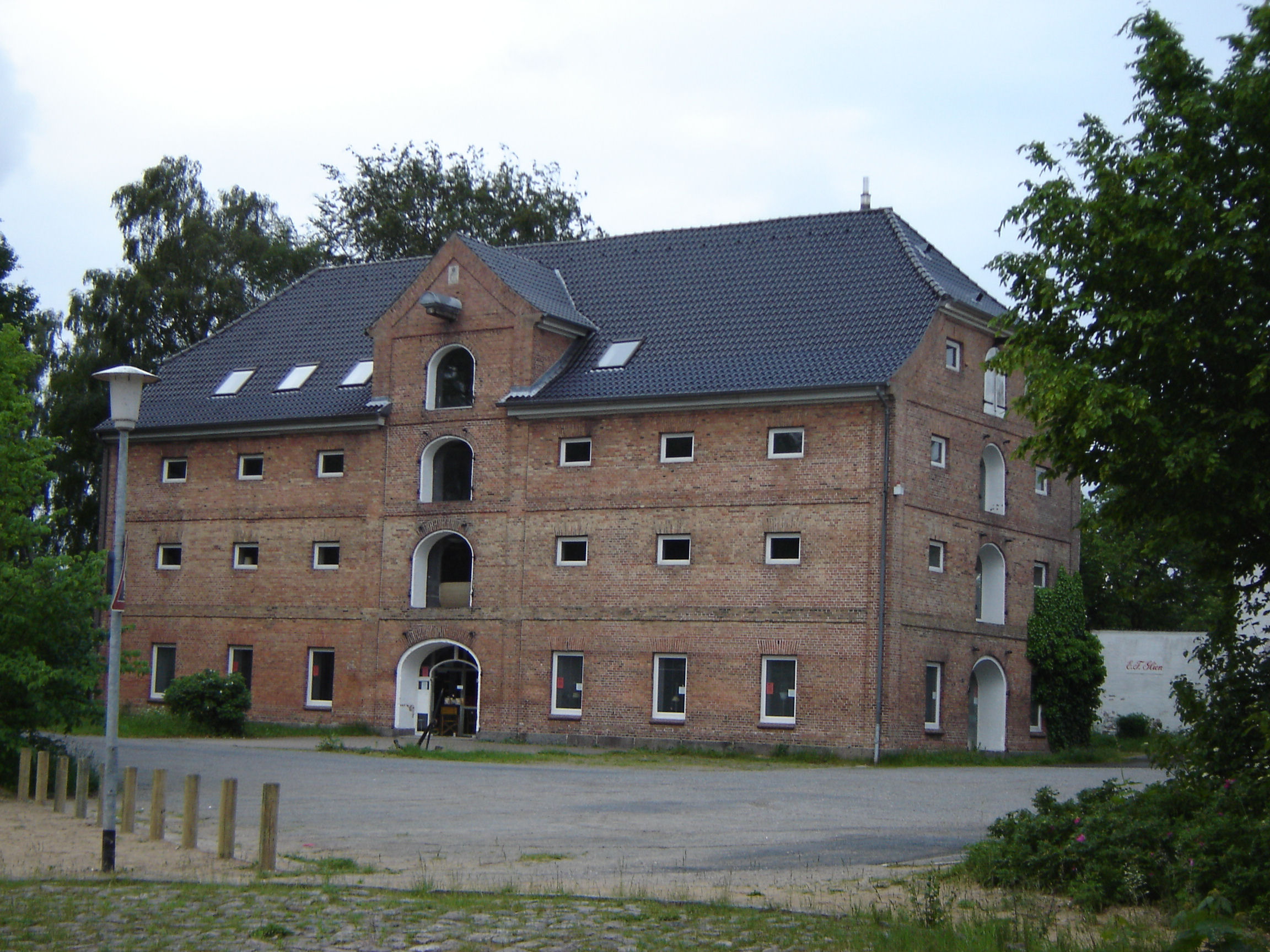
Packhaus in Rendsburg
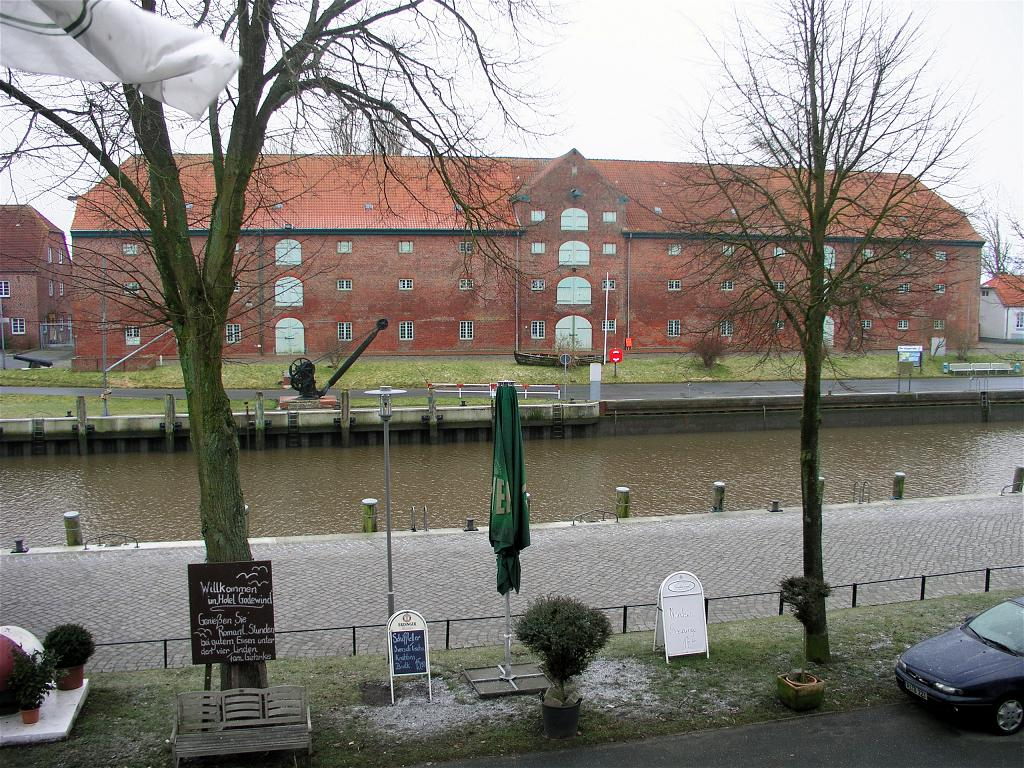
Packhaus in Tönning

## Reisebericht der Gebrüder Paul und Jules Verne
Paul Verne schrieb einen Reisebericht über die gemeinsame Reise 1881 mit seinem Bruder Jules auf dessen Dampfyacht Saint Michel III durch den Eider-Kanal. Die 35 Meter lange Yacht wurde zwar vor der Einfahrt in den Kanal in Tönning ausgemessen, passte aber dann nur knapp in die Schleusen. In Kluvensiek musste sogar das Bugspriet eingeholt werden. Auch auf dem mit vielen Krümmungen versehenen und oft sehr engen Gewässer konnte sie nur mit Mühe manövrieren. Verne schwärmt jedoch von der „Lustreise durch eine idyllische Parklandschaft“. Es ist der einzige zeitgenössische Reisebericht, der eine Fahrt durch den Eider-Kanal so detailliert wiedergibt.

## Erweiterung zum Nord-Ostsee-Kanal
Der Eider-Kanal war bald dem ansteigenden Schiffsverkehr nicht mehr gewachsen. Besonders der lange Weg durch die Eider und das Wattenmeer erwies sich als ungünstig. Für den daraufhin von 1887 bis 1895 gebauten Nord-Ostsee-Kanal wurde ein großer Teil des Eider-Kanals verwendet. Einige Stücke wurden begradigt. Insbesondere wurden zwei Krümmungen abgeschnitten, diese sind zum größeren Teil noch als Gewässer vorhanden. Auch die Reste einiger alter Schleusenanlagen sind noch erhalten. Der Gieselaukanal stellt seitdem die Verbindung zur Eider wieder her.

## Schutz

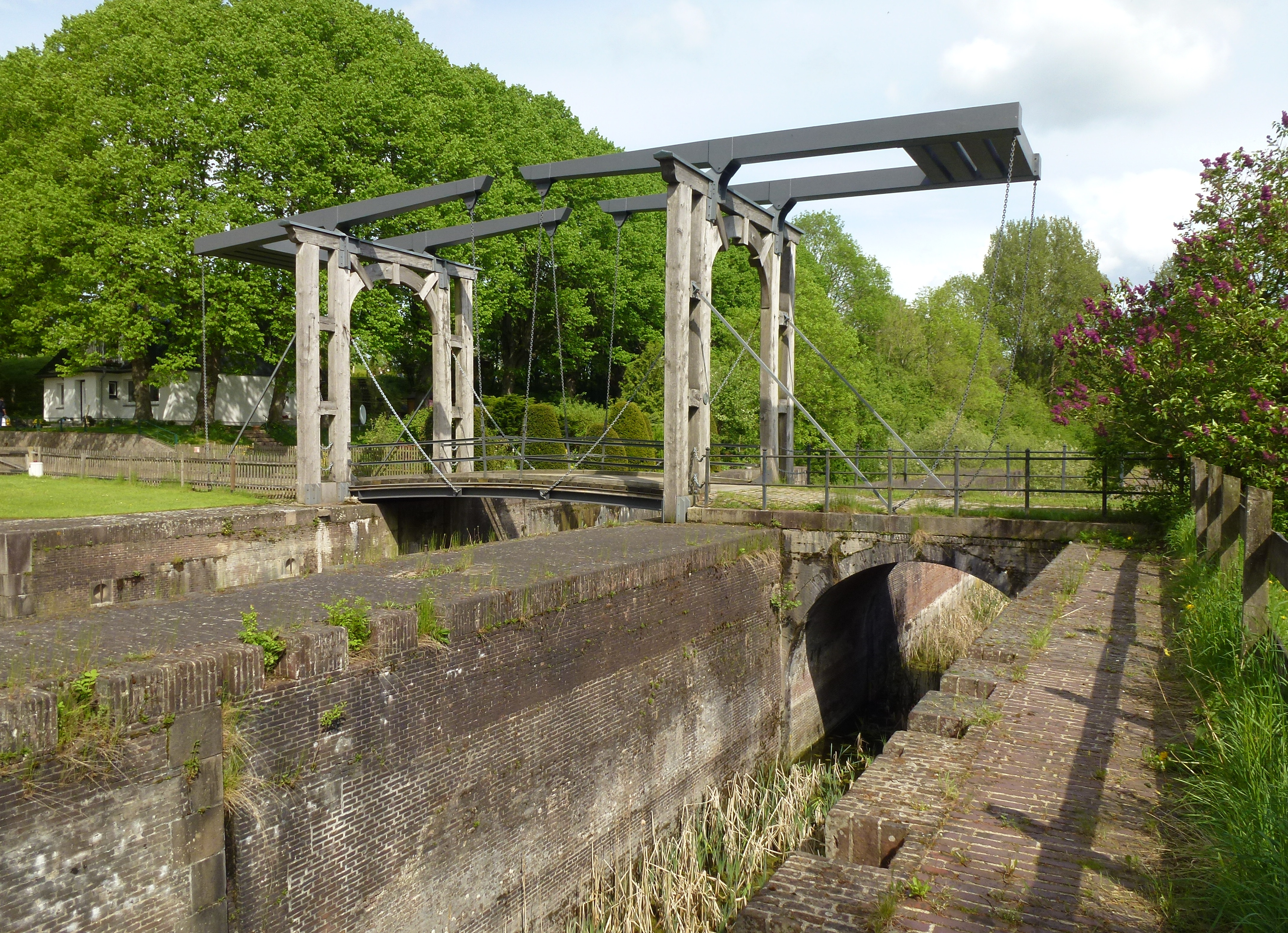
Schleuse bei Klein Königsförde

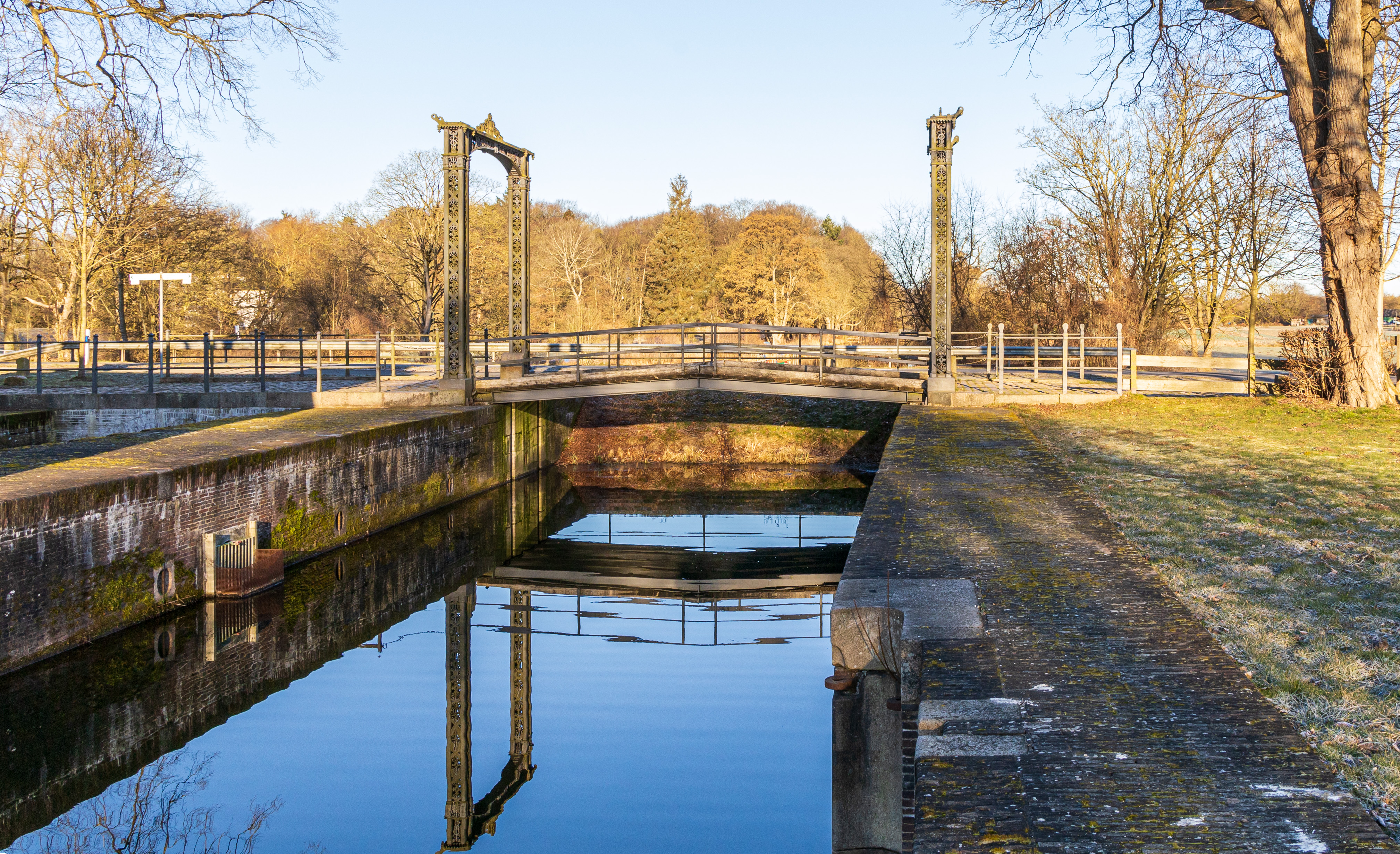
Schleuse bei Kluvensiek

Bedeutende Teile des Eider-Kanals stehen unter Schutz. Da die Wasserstraße im 18. und 19. Jahrhundert in die Gestaltung adliger Güter, die direkt am Kanal lagen, einbezogen wurde, entstand eine bedeutende historische Kulturlandschaft in Schleswig-Holstein. Als Landschaftsschutzgebiete sind seit 1939 der Abschnitt „Alter Eider-Kanal beim Gut Kluvensiek“ in Bovenau mit einer Größe von 33,1 ha und seit 1961 der Abschnitt „Alter Eiderkanal, Gutspark Stift und Umgebung“ in Altenholz mit einer Größe von 38,3 ha geschützt. Seit 1938 steht zudem ein Teil des alten Eiderkanals in Altenholz als Standort des Braunen Streifenfarns (Asplenium trichomanes) und des Zerbrechlichen Blasenfarns (Cystopteris fragilis) als Naturdenkmal unter Schutz. Unter Kulturdenkmalschutz stehen unter anderem bei Altenholz/Felm die Rathmannsdorfer Schleuse des Eiderkanals von 1781 und das ehemalige Stallgebäude dieser Schleuse (um 1780), in Bovenau das Herrenhaus Kluvensiek von 1777/1837 mit der ehemaligen Schleuse (1782/1784), der Zugbrücke von 1849/1850 und dem Gutsgarten, sowie in Krummwisch die ehemalige Eiderkanalschleuse Klein Königsförde (1777/1784).